# 布拉德肖鎮區 (北卡羅萊納州米切爾縣)
布拉德肖鎮區（英語：Bradshaw Township）是位於美國北卡羅萊納州米切爾縣的一個鎮區。

## 地方資料
布拉德肖鎮區的面積為52.57平方千米，皆為陸地。根據2020年美國人口普查的數據，當地共有人口246人，而人口密度為每平方千米4.68人。